# Goran Višnjić
Goran Višnjić, född 9 september 1972 i Šibenik i dåvarande SR Kroatien i Jugoslavien (idag Kroatien), är en kroatisk skådespelare.
Višnjić är främst känd som Dr. Luka Kovac i den amerikanska TV-serien Cityakuten. Han har även medverkat i flera filmer från Kroatien, såsom "Duga mračna noć" (Long Dark Night) och i filmen Spartacus där han spelade titelrollen.

## Filmografi, i urval
- 1997 – Welcome to Sarajevo
- 1998 – Magiska systrar
- 1999 – Cityakuten (TV-serie)
- 2001 – The Deep End
- 2002 – Ice Age
- 2004 – Spartacus
- 2005 – Elektra
- 2010 – Beginners
- 2011 – The Girl with the Dragon Tattoo
- 2013 – Red Widow
- 2013 – The Counselor
- 2014 – Extant (TV-serie)
- 2019 – Santa Clarita Diet (TV-serie)
- 2019 – This Is Us (TV-serie)

### Webbkällor
- Goran Višnjić på Internet Movie Database (engelska)
- Goran Višnjić på Svensk Filmdatabas